# 李氏两极虫
李氏两极虫（学名：Myxidium lieberkuhni）为两极科两极虫属的动物。分布于法国、意大利、加拿大、美国、德国、俄罗斯以及广东、湖北、福建、浙江、四川、江西、陕西、武陵山地区、黑龙江等，营寄生生活，寄生在鲤、鲫、银色颌须鮈的肾、胆囊、高体鰟鮍、棒花鱼、泥鳅的肾、鲤的膀胱、银（鱼风）鱼、鲫、棒花鱼的输尿管以及银（鱼风）鱼的肝。